# Hermine Keller

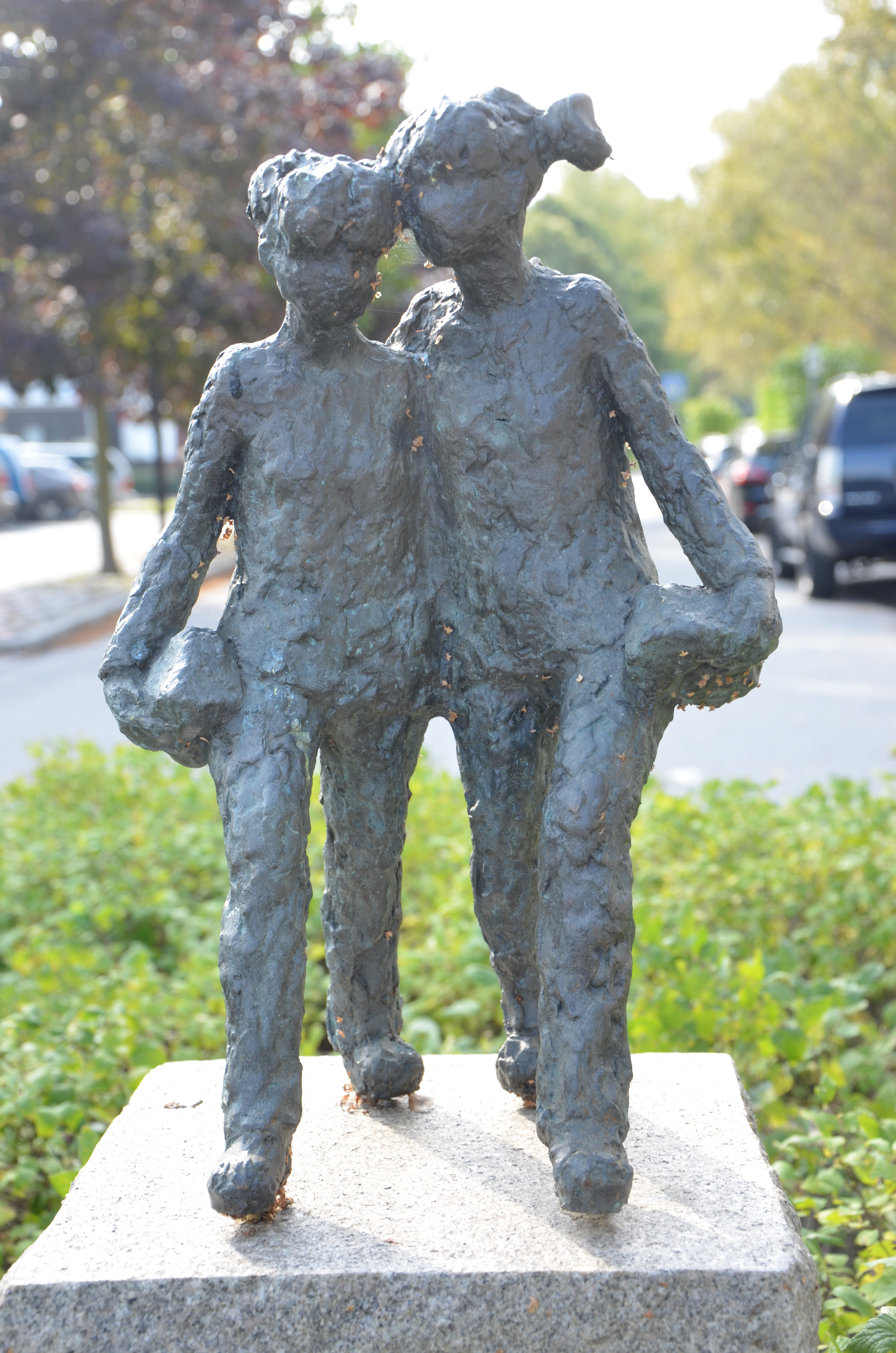
Vänner i Roslags Näsby

Anna Hermine Keller, under en period verksam under namnet Hermine Bjerke, född 14 mars 1943 i Gustaf Vasa församling i Stockholm, död 3 augusti 2023 i Norrtälje, var en svensk skulptör.
Hermine Keller utbildade sig vid Canterbury College of Art i Storbritannien 1962–1963 och därefter under fem år på skulpturlinjen på Konstfack i Stockholm och fem år på skulpturlinjen på Kungliga Konsthögskolan. Separat har hon ställt ut i bland annat Stockholm och Norrtälje och medverkat i ett stort antal samlingsutställningar.

## Offentliga verk i urval
- Katter, brons, Budbärarvägen 1 och 2 i Hökarängen i Stockholm
- Vänner, brons, öster om järnvägen, mitt emot Roslags Näsby station
- Apa, brons, Societetsparken i Norrtälje